# Submyotodon
Submyotodon is een geslacht van zoogdieren uit de familie van de gladneuzen (Vespertilionidae). De wetenschappelijke naam van het geslacht werd in 2003 gepubliceerd door Reinhard Ziegler.

## Soorten
Er worden drie soorten in dit geslacht geplaatst:
- Submyotodon caliginosus (Tomes, 1859)
- Submyotodon latirostris (Kishida, 1932)
- Submyotodon moupinensis (A. Milne-Edwards, 1871)